# Mina löjen
Mina löjen är en satirisk dikt av Johan Henric Kellgren, först publicerad 1778 i Hwad nytt? Hwad nytt?, i vilken författaren går till angrepp mot adeln, prästerskapet, de lärda, skalder samt kvinnorna.  Tillsammans med "Sinnenas förening" innebar den Kellgrens genombrott.
Adeln anklagas för bördsdryghet, och de lärde för blind vördnad för allt som är gammalt. I angreppet på prästerskapet är det upplysningsmannen, Alexander Popes och Voltaires lärjunge som talar och vänder sig mot asketisk försakelse och pessimism.
Angreppet på skalderna är det enda där man kan urskilja enskilda personer som mål: Hedvig Charlotta Nordenflycht, som beskrivs som "ful och älskogskrank", Erik Brander-Skjöldebrand, samt Carl Michael Bellman, som angreps med särskild frenesi och ägnas en hel vers. Även om Kellgren stod för andra litterära ideal, och lät angreppet se ut som han riktade sig mot Bellmans frispråkighet, menar Carina Burman att grundsyftet var att försöka ta Bellmans plats vid den kungliga köttgrytan: Bellman var vid tiden i praktiken hovskald, och Kellgren ville själv ha den platsen. Den normalt godmodige Bellman tog illa vid sig, och det skulle dröja länge innan de båda kunde försonas. När det väl skett skulle dock Kellgren komma att hjälpa till med redaktionen av och skriva förordet till Fredmans epistlar, och även på andra sätt försöka hjälpa Bellman.
Att Kellgren i de avslutande raderna försöker minska udden genom att rikta satiren mot sig själv ursäktar inte de övertramp som görs, och det är främst den tidiga delen, där människans tro att hennes förnuft ställer henne över djuren, som diktens främsta betydelse ligger.